# Municipio de Blue River (condado de Harrison)
El municipio de Blue River (en inglés: Blue River Township) es un municipio ubicado en el condado de Harrison en el estado estadounidense de Indiana. En el año 2010 tenía una población de 2064 habitantes y una densidad poblacional de 20,62 personas por km².

## Geografía
El municipio de Blue River se encuentra ubicado en las coordenadas 38°21′57″N 86°11′50″O / 38.36583, -86.19722. Según la Oficina del Censo de los Estados Unidos, el municipio tiene una superficie total de 100.11 km², de la cual 99,55 km² corresponden a tierra firme y (0,56 %) 0,56 km² es agua.

## Demografía
Según el censo de 2010, había 2064 personas residiendo en el municipio de Blue River. La densidad de población era de 20,62 hab./km². De los 2064 habitantes, el municipio de Blue River estaba compuesto por el 98,4 % blancos, el 0,19 % eran afroamericanos, el 0,05 % eran amerindios, el 0,29 % eran asiáticos, el 0,15 % eran de otras razas y el 0,92 % eran de una mezcla de razas. Del total de la población el 1,07 % eran hispanos o latinos de cualquier raza.